# Ин’т Велд, Софи
Софи Ин’т Велд (нидерл. Sophie in 't Veld, род. 13 сентября 1963[…], Волленхове, Оверэйссел) — нидерландский политический деятель. Член партии Демократы 66 (D66). Депутат Европейского парламента с 2004 года, член группы Альянса либералов и демократов за Европу (ELDR).

## Биография
Родилась 13 сентября 1963 года в Волленхове.
В 1991 году окончила Лейденский университет, где изучала социальные науки. В 1993—1994 годах прошла докторантуру в области государственной администрации и управления.
В 1991—1993 годах работала переводчиком, в 1993—1994 годах — стажёром и советником по вопросам политики в совете общины Гауда, в 1994 году — советником депутата Европейского парламента, в 1996—2004 годах — генеральным секретарём парламентской группы Альянса либералов и демократов за Европу (ELDR), член Комитета регионов.
В 1993—1994 годах — член исполнительного комитета D66 в Делфте, в 2000—2003 годах председатель отделения D66 в Бельгии.
По итогам выборов 2004 года впервые избрана депутатом Европейского парламента, переизбрана в 2009, 2014 и 2019 годах.
В 2009—2014 годах — председатель государственного «Фонда гуманистического вещания Нидерландов» (HUMAN), подразделения «Фонда общественного вещания Нидерландов» (NPO). С 2014 года член консультативного совета благотворительной организации Privacy International и почётный член National Secular Society (NSS), главной секуляристской организации Великобритании.
6 января 2015 года направила парламентский запрос в Совет Европы по поводу гомофобных высказываний президента Латвии Андриса Берзиньша, который 18 декабря 2014 года заявил, что гомосексуальность является «выбором» и не должна «навязываться и рекламироваться», и назвал предстоящий Европрайд 2015 в Риге «дорогой в никуда». В 2019 году вступила в публичные дебаты с министром юстиции Венгрии Юдит Варгой. После отставки 29 ноября 2020 года депутата Европейского парламента Йожефа Сайера от венгерской правящей партии «Фидес» из-за его участия в «гей-оргии» обвинила премьер-министра Венгрии Виктора Орбана в гомофобии и лицемерии.